# (29892) 1999 GS37
A (29892) 1999 GS37 a Naprendszer kisbolygóövében található aszteroida. A LINEAR projekt keretében fedezték fel 1999. április 12-én.